# Aparell juxtaglomerular
L'aparell juxtaglomerular és una estructura microscòpica del ronyó, situada al costat del glomèrul renal, que regula la funció de cada nefró. S'anomena així per la seva proximitat al glomèrul renal.
Intervé en la regulació de la pressió arterial mitjançant la secreció d'una hormona anomenada renina.
Es localitza en una zona de contacte entre l'arteriola aferent que arriba al glomèrul pel pol vascular i el túbul contort distal.